# Luitenant-gouverneur
Luitenant-gouverneur (Engels: Lieutenant Governor) is een politieke functie. De precieze rol en rang van de functie verschilt per land. In de Verenigde Staten is de luitenant-gouverneur het tweede hoofd van een staat. In Canada daarentegen vertegenwoordigt een luitenant-gouverneur de soevereiniteit over een provinciale overheid.
In federale staten wordt de term "luitenant-gouverneur" nooit op federaal niveau gebruikt. In plaats daarvan spreekt men doorgaans van "vice" of "deputy"-president of deputy gouverneur.

## Australië
Toen Australië nog een verzameling koloniën was van het Verenigd Koninkrijk, had een luitenant-gouverneur het bevel over een subkolonie. Deze subkolonie was vaak een onderverdeling van een kolonie van New South Wales, zoals Van Diemensland en de Bay of Islands.
Vandaag de dag kent Australië nog steeds luitenant-gouverneurs, maar in de meeste staten is zijn taak inmiddels overgenomen door het Hoofd van Justitie van het Hooggerechtshof. Indien de gouverneur-generaal of een gouverneur tijdelijk afwezig is of sterft, wordt vaak een tijdelijke vervanger aangewezen die soms de titel van luitenant-gouverneur draagt.

## Canada
In Canada is de luitenant-gouverneur de vertegenwoordiger van de Canadese monarchie binnen een provinciale overheid. In tegenstelling tot wat vaak wordt gedacht staat een luitenant-gouverneur niet onder bevel van de gouverneur-generaal. Ze hebben dezelfde rang daar ze dezelfde monarchie vertegenwoordigen.
Een Canadese luitenant-gouverneur wordt aangesteld op advies van de federale eerste minister. De aanstelling zelf wordt gedaan door de gouverneur-generaal.
- Zie ook: Luitenant-gouverneur van Newfoundland en Labrador.

## India
In India heeft een luitenant-gouverneur het bevel over een unieterritorium. Hij heeft vrijwel dezelfde bevoegdheden over dit territorium als een chief minister heeft over een staat. De rang wordt alleen toegepast in Chandigarh, Delhi, Puducherry en de Andamanen en Nicobaren. Delhi en Puducherry hebben een eigen overheid met een verkozen bestuur. Daarom heeft de luitenant-gouverneur daar meer de rol van staatsgouverneur.
De andere unieterritoria hebben een administrator, die altijd een IAS-officier is.

## Nieuw-Zeeland
De enige persoon die in Nieuw-Zeeland de rang van luitenant-gouverneur heeft gehad was Royal Navy-kapitein William Hobson, van 1839 tot 1841. Gedurende deze tijd was Nieuw-Zeeland een kolonie en onderdeel van de kolonie van New South Wales. Toen Nieuw-Zeeland in 1841 een kroonkolonie werd, kreeg Hobson de rang van gouverneur. Deze behield hij tot zijn dood het jaar erop.

## Kanaaleilanden
In het Brits Kroonbezit Jersey en Guernsey is de luitenant-gouverneur de vertegenwoordiger van de koning. Deze positie heeft echter vooral een ceremoniële functie. De besturing is in handen van een verkozen overheid. De positie werd oorspronkelijk opgericht in 1259.
- Zie ook: Luitenant-gouverneur van Jersey.

## Man
Op Man was de luitenant-gouverneur tot 1980 de voorzitter van de Legislative Council en de Tynwald Court, maar deze taken zijn allebei overgenomen door de President van de Tynwald. Nu heeft de luitenant-gouverneur enkel nog een ceremoniële functie op Tynwald Day.

## Verenigde Staten

### Vandaag de dag
In de Verenigde Staten hebben 42 van de 50 staten een luitenant-gouverneur. In de meeste gevallen is de luitenant-gouverneur na de gouverneur de hoogste politieke bevelhebber in de staat, en neemt de taken van de gouverneur waar tijdens diens afwezigheid. Als een gouverneur voor het einde van zijn ambtsperiode komt te overlijden of zijn ontslag indient, wordt de luitenant-gouverneur vaak de nieuwe gouverneur. In sommige staten, zoals Massachusetts, wordt de luitenant-gouverneur in dit geval echter waarnemend gouverneur tot aan de volgende verkiezingen.
Net als de gouverneur wordt de luitenant-gouverneur in de Verenigde Staten democratisch verkozen. In 24 staten worden de gouverneur en luitenant-gouverneur tegelijkertijd verkozen om er zeker van te zijn dat ze beide uit dezelfde politieke partij komen. In de andere 18 staten worden ze los van elkaar verkozen, en kunnen dus beide een andere partij vertegenwoordigen.
In de staten zonder luitenant-gouverneur neemt de president van de senaat van de staat vaak de taken van luitenant-gouverneur waar.
- Zie Lijst van huidige luitenant-gouverneurs van de Verenigde Staten voor een overzicht van de huidige Amerikaanse luitenant-gouverneurs.

### Koloniaal Amerika
In het koloniale Amerika was de Luitenant Gouverneur de tweede bevelhebber na de Koninklijke Gouverneur.